# Ashley Monroe
Ashley Monroe (Knoxville, 10 settembre 1986) è una cantautrice statunitense country.
Intrapresa fin da giovanissima la carriera musicale, per diversi anni ha contribuito alla scena country solo come autrice e attraverso collaborazioni con artisti di spicco come Miranda Lambert e Wanda Jackson. Nei primi anni 2010, con il soprannome di Hippie Annie, ha fondato il supergruppo country delle Pistol Annies insieme a Miranda Lambert e Angaleena Presley.  Parallelamente all'attività delle Pistol Annies (che hanno all'attivo due album Hell on Heels del 2011 e Annie Up del 2013) Monroe ha inciso e registrato un album solista molto apprezzato dalla critica, Like a Rose (2013).

## Biografia
Nata a Knoxville (Tennessee) il 10 settembre 1986, Monroe iniziò ad avvicinarsi alla musica fin da giovanissima, incoraggiata dalla sua famiglia (tra l'altro imparentata con i leggendari Carter). Oltre a essere esposta, dai suoi genitori, a una grande varietà di generi musicali (ma soprattutto alla musica country e al roots rock) a 7 anni imparò a suonare il piano, e cominciò a partecipare a concorsi canori. A 11 anni vinse il suo primo concorso a Pigeon Forge, interpretando il classico country di Patsy Montana I Want to Be a Cowboy's Sweetheart, e poco dopo cominciò a esibirsi regolarmente in un locale della stessa Pigeon Forge. All'età di 13 anni perse il padre, un evento che cambiò radicalmente la sua vita e di cui Monroe scrisse poi nel brano Like a Rose. Fu in quel momento, infatti, che Monroe iniziò a scrivere canzoni, usando la chitarra che il padre stesso le aveva regalato:
Da quel momento Monroe iniziò a proporsi come cantautrice anziché come cantante, e gradualmente si fece strada nelle venues di Nashville, dove infine si trasferì con la sua famiglia. Nonostante la sua giovanissima età (a causa della quale molte etichette discografiche erano riluttanti a prenderla in considerazione) alla fine Monroe riuscì a ottenere un contratto con la Columbia Records, procuratole dal talent scout Clarence Spalding. Per la Columba Monroe incise il suo album di debutto Satisfied col produttore Mark Wright; in seguito allo scarso successo dei due singoli, però, la pubblicazione dell'album venne rimandata.
Abbandonata la Columbia dopo il fallimento di Satisfied, Monroe autoprodusse un EP con Trent Dabbs (Ashley Monroe and Trent Dabbs) e collaborò come backing vocalist e autrice con altri artisti, fra cui Wanda Jackson, The Raconteurs, Jason Aldean, i Train e Miranda Lambert. Pur non pubblicando alcun lavoro personale, in questo periodo Monroe divenne nota nell'establishment della musica country, ottenendo dichiarazioni di stima da parte di grandi nomi come Dolly Parton, Guy Clark, Vince Gill e Jack White. Nel 2009 il suo album Satisfied fu proposto come download digitale su iTunes, ma anche in questo caso senza suscitare grande interesse da parte del pubblico.
Fra le collaborazioni intraprese da Monroe alla fine degli anni 2000, la più fruttuosa risultò essere quella con Miranda Lambert.  Monroe fu, tra l'altro, coautrice di due brani dell'album (certificato disco di platino) Revolution di Lambert, Me and Your Cigarettes e il singolo Heart Like Mine; quest'ultimo arrivò al primo posto della classifica dei singoli country negli Stati Uniti. Le due divennero amiche e cominciarono a progettare una collaborazione artistica più stretta; fu poi Monroe a presentare a Lambert una terza cantante, Angaleena Presley, dando origine al gruppo delle Pistol Annies. Ogni membro del trio si scelse un nome d'arte: Monroe divenne "Hippie Annie", mentre Lambert e Presley scelsero di chiamarsi rispettivamente "Lone Star Annie" e "Holler Annie". L'album di debutto del gruppo delle Pistol Annies, Hell on Heels (2011) ottenne un grande successo di pubblico e ottime recensioni dalla critica, nonostante una promozione quasi inesistente da parte dell'etichetta discografica.
Sulla scorta del successo delle Pistol Annies, e contemporaneamente alla realizzazione del loro secondo album (Annie Up), Monroe riprese anche la propria attività solista, pubblicando nel 2013 Like a Rose per l'etichetta Warner Bros. L'album, prodotto dal "titano" della musica country Vince Gill, fu realizzato includendo brani scritti da Monroe in diversi periodi della sua vita, e spesso in collaborazione con altri autori d'eccezione (come Guy Clark, coautore della title track), e fu in genere descritto dalla critica come il degno coronamento della carriera di autrice e cantante della Monroe.

## Discografia

### Album
- 2009 - Satisfied - (Columbia Records)
- 2013 - Like a Rose - (Warner Bros. Nashville)
- 2015 - The Blade - (Warner Bros. Nashville)

### EP
- 2008 - Ashley Monroe and Trent Dabbs (autoprodotto)
- 2010 - Ashley Monroe (autoprodotto)